# Wilton Ivie
Wilton Ivie (1907 – 8 agosto 1969) è stato un aracnologo statunitense, specialista nello studio dei ragni dell'Ecozona neartica.

## Titoli
Ha conseguito il baccellierato e il dottorato in biologia all'Università dello Utah.

## Biografia
Membro attivo del Movimento tecnocratico dal 1937, è stato autore della pubblicazione Comments on the News, manifesto del movimento, cui contribuiva con molti articoli sotto lo pseudonimo di Techno Critic oltreché con il proprio nome.
Negli anni sessanta del secolo scorso ha lavorato per l'American Museum of Natural History di New York
In collaborazione con l'aracnologo Ralph Vary Chamberlin ha condiviso la descrizione di 464 specie e 38 generi di ragni. Deceduto in un incidente stradale.

## Alcuni taxa descritti
- Aculepeira Chamberlin & Ivie, 1942, genere di ragni Araneidae
- Anacornia Chamberlin & Ivie, 1933, genere di ragni Linyphiidae
- Anopsicus Chamberlin & Ivie, 1938, genere di ragni Pholcidae
- Araniella Chamberlin & Ivie, 1942, genere di ragni Araneidae
- Arcuphantes Chamberlin & Ivie, 1943, genere di ragni Linyphiidae
- Disembolus Chamberlin & Ivie, 1933, genere di ragni Linyphiidae
- Eulaira Chamberlin & Ivie, 1933, genere di ragni Linyphiidae
- Filistatinella Gertsch & Ivie, 1936, genere di ragni Filistatidae
- Linyphantes Chamberlin & Ivie, 1942, genere di ragni Linyphiidae
- Masonetta Chamberlin & Ivie, 1939, genere di ragni Linyphiidae
- Metellina Chamberlin & Ivie, 1941, genere di ragni Tetragnathidae
- Oaphantes Chamberlin & Ivie, 1943, genere di ragni Linyphiidae
- Pimoa Chamberlin & Ivie, 1943, genere di ragni Pimoidae
- Platoecobius Chamberlin & Ivie, 1935, genere di ragni Oecobiidae
- Tachygyna Chamberlin & Ivie, 1939, genere di ragni Linyphiidae
- Tibioplus Chamberlin & Ivie, 1947, genere di ragni Linyphiidae
- Tidarren Chamberlin & Ivie, 1934, genere di ragni Theridiidae
- Tunagyna Chamberlin & Ivie, 1933, genere di ragni Linyphiidae
- Wanops Chamberlin & Ivie, 1938, genere di ragni Oonopidae

## Taxa denominati in suo onore
- Iviella Lehtinen, 1967, genere di ragni delle Dictynidae
- Anopsicus iviei Gertsch, 1982, ragno della famiglia Pholcidae
- Araneus iviei Archer, 1951, ragno della famiglia Araneidae
- Calymmaria iviei Heiss & Draney, 2004, ragno della famiglia Hahniidae
- Cicurina iviei Gertsch, 1971, ragno della famiglia Dictynidae
- Ebo iviei Sauer & Platnick, 1972, ragno della famiglia Philodromidae
- Habronattus iviei Griswold, 1987, ragno della famiglia Salticidae
- Metaphidippus iviei (Roewer, 1951), ragno della famiglia Salticidae
- Neoleptoneta iviei (Gertsch, 1974), ragno della famiglia Leptonetidae
- Orthonops iviei Platnick, 1965, ragno della famiglia Caponiidae
- Pimus iviei Leech, 1972, ragno della famiglia Amaurobiidae
- Pirata iviei Wallace & Exline, 1978 ragno della famiglia Lycosidae
- Trochosa iviei (Gertsch & Wallace, 1937), ragno della famiglia Lycosidae
- Xysticus iviei Schick, 1965, ragno della famiglia Thomisidae